# Stazione di Paeonia officinalis
Stazione di Paeonia officinalis este o arie protejată (arie specială de conservare — SAC, sit de importanță comunitară — SCI) din Italia întinsă pe o suprafață de 33 ha, integral pe uscat.

## Localizare
Centrul sitului Stazione di Paeonia officinalis este situat la coordonatele 45°37′56″N 7°47′00″E / 45.632222°N 7.783333°E.

## Înființare
Situl Stazione di Paeonia officinalis a fost declarat sit de importanță comunitară în septembrie 1995 pentru a proteja un număr necunoscut de specii din flora spontană și fauna sălbatică aflate în arealul zonei. Situl a fost protejat și ca arie specială de conservare în februarie 2013.

## Biodiversitate
Situată în ecoregiunea alpină, aria protejată conține 4 habitate naturale: Grohotișuri silicioase de la nivelul montan până la nivelul zăpezii (Androsacetalia alpinae și Galeopsietalia ladani), Păduri alpine de Larix decidua și/sau Pinus cembra, Păduri de fag Luzulo-Fagetum, Pante stâncoase silicioase cu vegetație casmofită.
La baza desemnării sitului se află un număr nedeclarat de specii protejate:
Pe lângă speciile protejate, pe teritoriul sitului au mai fost identificate 1 specie de plante, 1 specie de mamifere.